# Kerekfejű pörölycápa
A kerekfejű pörölycápa (Sphyrna tiburo) a porcos halak (Chondrichthyes) osztályának kékcápaalakúak (Carcharhiniformes) rendjébe, ezen belül a pörölycápafélék (Sphyrnidae) családjába tartozó faj.

## Előfordulása

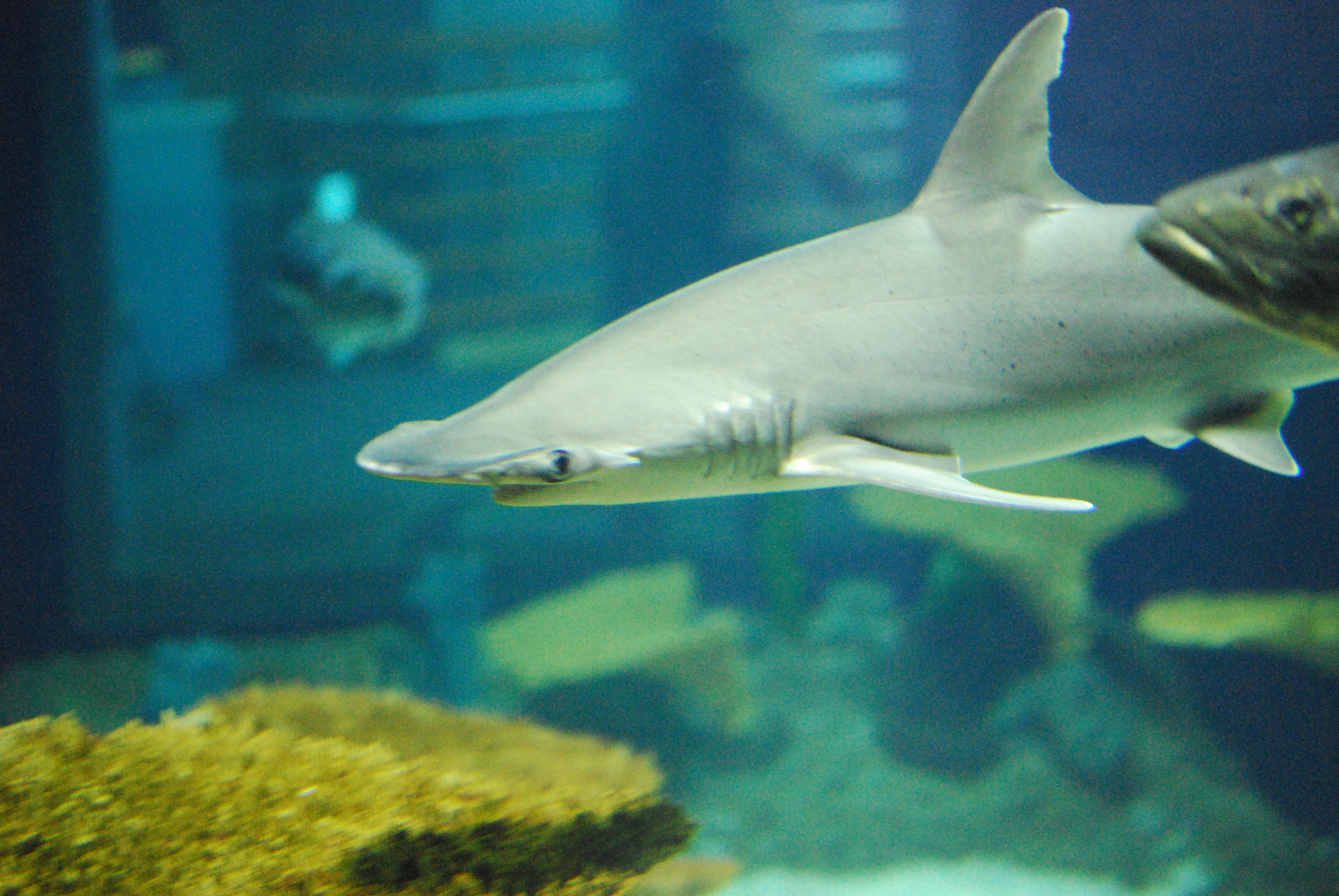
Kerekfejű pörölycápa a New Orleans-i akváriumban

A kerekfejű pörölycápa elterjedési területe az amerikai szuperkontinens két oldalán van. Keleten, az Atlanti-óceán nyugati részén, az amerikai Észak-Karolinától, a Mexikói-öblön és a Karib-tengeren keresztül, egészen Brazília déli részéig. Nyugaton, a Csendes-óceán keleti részén, Dél-Kaliforniától Ecuadorig.

## Megjelenése
Általában 80 centiméter hosszú, de akár 150 centiméteresre is megnőhet. Legfeljebb 10,8 kilogramm súlyú. Fejének elülső része, félkör alakú. Más pörölycápának nincs ilyen alakú feje.

## Életmódja

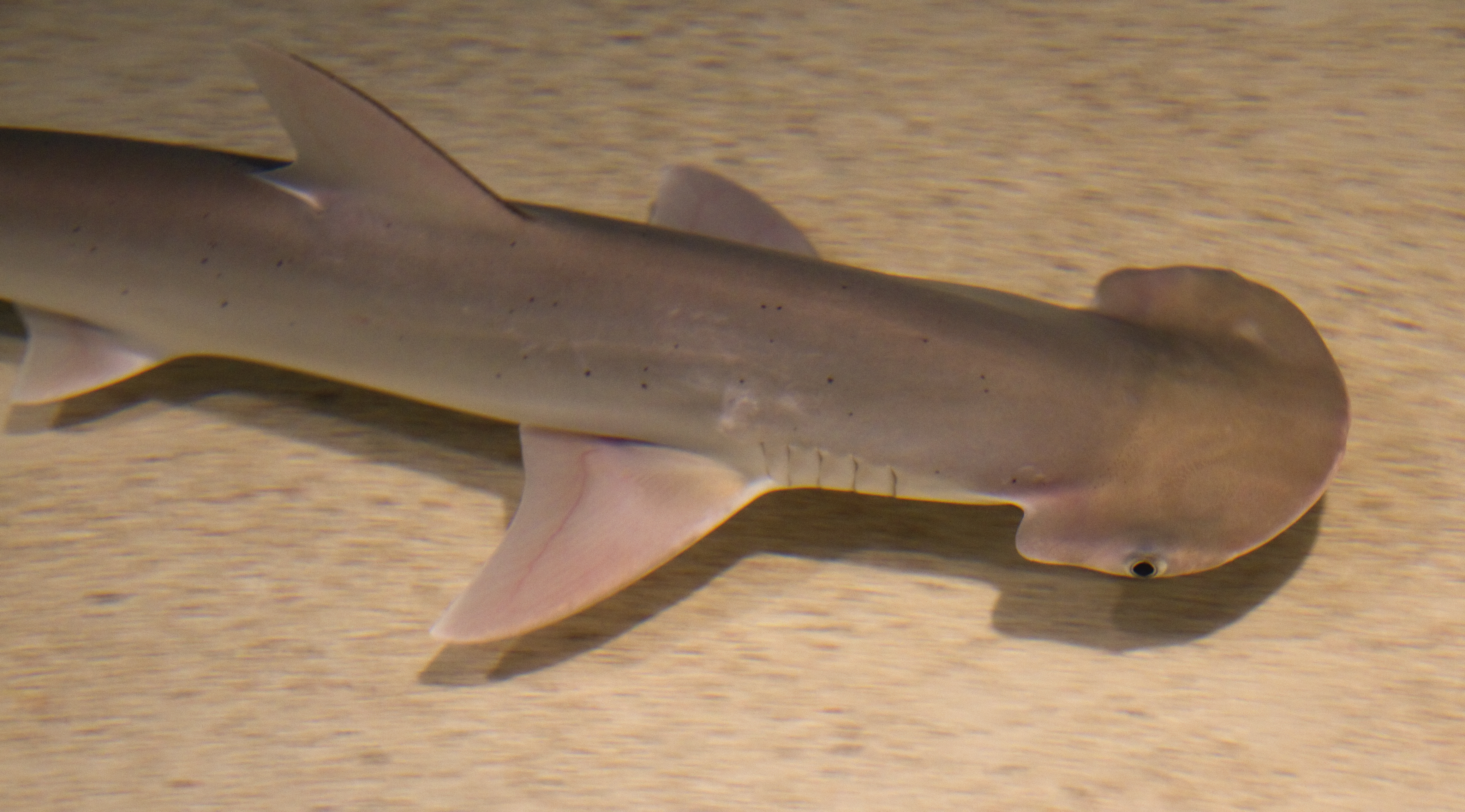
Jól látszik a félkör alakú feje

Ez a trópusi és szubtrópusi, egyaránt megél a sós- és brakkvízben is. Általában 10-25 méteres mélyben tartózkodik, de akár 80 méter mélyre is leúszhat. A kontinentális self iszapos, homokos vagy korallokkal benőtt aljzatát kedveli. A sekély vizekben rákokra, kagylókra, polipokra és kisebb halakra vadászik. Nem területvédő, és kisebb csoportokban úszik; azonban a különböző nemek nem nagyon keverednek.
Legfeljebb 12 évig él.

## Szaporodása
A kerekfejű pörölycápa elevenszülő hal. Egy alomban 6-9 kis cápa van. Születésükkor körülbelül 35-40 centiméteresek.

## Felhasználása
Ezt a halat ipari mértékben halásszák. A sporthorgászok is kedvelik. Húsa fogyasztható. A felhasználatlan részeit haltápszerré alakítják át.